# Час Волдо
«Час Волдо» - третій епізод другого сезону науково-фантастичного телесеріалу-антиутопії Чорне дзеркало. Сценарій написав творець серіалу Чарлі Брукер, режисером виступив Брин Гіґґінс. Прем'єра епізоду відбулася 25 лютого 2013 на телеканалі Channel 4.
Епізод отримав стримані відгуки критиків, особливо у порівнянні з іншими епізодами серіалу.

## Сюжет
Джеймі Солтер (Денієл Риґбі) — комік-невдаха, який грає роль анімованого синього ведмедя на ім'я Волдо. Цей персонаж має власне шоу на телебаченні у форматі інтерв'ю із відомими людьми, які вважають, що йдуть на дитячу передачу, а насправді інтерв'ю записується для програми в жанрі Late night. Волдо стає дуже популярним і телеканал замовляє спеціальне шоу для нього. Попри успішність свого персонажа, Джеймі розчарований та незадоволений своїм життям.
Під час мозкового штурму щодо концепції нового шоу продюсер Джек Напієр (Джейсон Флемінґ), якому належать права на Волдо, жартома пропонує висунути Волдо кандидатом на справжніх виборах у Стентонфорді, щоб він міг мати багато часу для дошкулянь кандидату консервативної партії Ліама Монро (Тобіас Мензіс), у якого раніше брав інтерв'ю. Джеймі неохоче погоджується, переживаючи щодо входження до світу політики. Продюсери винаймають фургон із великим екраном на кузові, на який проєктується зображення Волдо, цей фургон їздить по тих самих місцях, де проводить агітацію Ліам Монро. Під час дебатів Джеймі зустрічає Гвендолін Гарріс (Хлоя Піррі) — кандидатку від лейбористської партії, яка, не маючи жодного шансу на перемогу, все одно балотується заради своєї подальшої політичної кар'єри. Джеймі та Гвендолін проводять ніч разом, проте після цього керівник кампанії Гвендолін застерігає її від подальшого спілкування з Джеймі.
Джеймі та Напієр зустрічаються із Джеффом Картером (Девід Аяла) — членом неназваної американської агенції, який запевняє, що Волдо, навіть як нереальна особа, має потенціал стати найвпливовішим політиком у світі. Джеймі не подобається ця ідея, і в останній день агітації він публічно просить не голосувати за нього. Напієр перехоплює управління персонажем і починає збиткуватися з Джеймі. У день виборів Джеймі спостерігає за оголошенням результатів з лікарні: Монро перемагає, Волдо (якого тепер озвучує Напієр) фінішує другим, Гвендолін — третьою. Напієр намагається спровокувати людей на повстання.
Під час фінальних титрів показано, що Джеймі став безпритульним. Волдо зображено на багатьох екранах, показуючи, що план американського агентства було втілено. Джеймі намагається розбити один з екранів, і за це його побили поліціянти.

## Критика
Епізод отримав стримані оцінки експертів, найнижчі в історії Чорного дзеркала. Видання The A.V. Club поставило епізоду «C+», заявивши: «Немає жодної причини, з якої „Час Волдо“ мав би тривати понад 15 хвилин, та й навіть персонажі із цим згодні».
Den of Geek стверджує, що: «Це був найменш чорнодзеркальний епізод з усіх, але, мабуть, через занадто високу планку, підняту попередніми епізодами».
The Telegraph поставив епізоду оцінку 3/5, написавши: «Брукер не переборщив, принаймні до останньої сцени, де Волдо стає володарем думок світу».
Деякі оглядачі, зокрема з The Washington Post, порівняли президентську кампанію Дональда Трампа з епізодом. У ніч виборів, коли перемога Трампа стала очевидною, обліковий запис Чорного дзеркала у Твіттері написав: «Це не епізод. Це не маркетинг. Це реальність».